# Saison 1966-1967 du Stade rennais UC
Maillots
Chronologie
Saison précédente Saison suivante
La saison 1966-1967 du Stade rennais Université Club débute le 18 août 1966 avec la première journée du Championnat de France de Division 1, pour se terminer le 11 juin 1967 avec la dernière journée de cette compétition.
Le Stade rennais UC est également engagé en Coupe de France.

## Résumé de la saison
Après une saison 1965-1966 moyenne, le Stade rennais repart sur de nouvelles bases pour 1966-1967. Le groupe professionnel est en partie renouvelé, avec les départs de trois des piliers de la victoire en Coupe de France 1965 : Dubaële rejoint le SCO Angers, le gardien Lamia met fin à sa carrière, et Loncle rejoint précocement les rangs amateurs en signant à l'US Saint-Malo, à seulement 30 ans. Les départs de Jubert et Watteau s'ajoutent à cette liste, et la ligne d'attaque est décimée. Le recrutement est lui timide, avec l'arrivée de trois amateurs, Cavil, Lefillatre et Le Floch qui, du reste, ne perceront pas. Pour remplacer Dubaële en attaque, les dirigeants stadistes auront un temps envisagé de débaucher l'ancien Ballon d'or tchécoslovaque Josef Masopust, affronté un an plus tôt sous les couleurs du Dukla Prague, mais sa fédération lui interdira de quitter le pays. 
En définitive, l'équipe rennaise est fortement diminuée en début de saison, et ses résultats s'en ressentent. À la défaveur de séries de défaites, elle s'installe même dans la zone rouge des équipes barragistes. La fin de la phase aller est ainsi bouclée à une inquiétante dix-septième place.
Le renouveau viendra finalement du retour en janvier du jeune Louis Floch, enfin remis d'une grave blessure à la cheville et au péroné contractée en mars 1966, mais aussi du recrutement de l'attaquant international yougoslave Silvester Takač, également convoité par Marseille. Takač rejoint ainsi le Portugais d'origine angolaise Mendonça, engagé après une mise à l'essai. Leur arrivée marque le retour du recrutement de joueurs étrangers au Stade rennais, recrutement qui était interdit aux clubs français depuis 1955.
Le recrutement de Takač ne tardera pas à se montrer judicieux, le Yougoslave formant avec Daniel Rodighiero une paire d'attaque efficace. Le secteur offensif voit également l'affirmation en fin de saison du jeune ailier Robert Rico côté gauche, ce qui relèguera Prigent sur le banc. Avec ces changements, l'équipe remonte progressivement la pente, et à la faveur d'une phase retour bien meilleure s'en ira décrocher une honorable onzième place.
La saison est aussi marquée par le beau parcours rennais en Coupe de France. Les « Rouge et Noir » parviennent jusqu'en demi-finales, et peuvent espérer rééditer leur victoire de 1965, mais le FC Sochaux-Montbéliard décroche finalement sa qualification après deux manches et un triplé du luxembourgeois Ady Schmit.
Sur le plan des infrastructures, le stade de la route de Lorient connaît un bouleversement majeur avec l'installation d'un éclairage permettant la tenue de matchs en nocturne. Pour l'occasion, le 26 avril, le Stade rennais accueille l'équipe nationale de Pologne en match amical. Le système d'éclairage, financé par la Ville de Rennes et le Conseil général d'Ille-et-Vilaine, fait du stade de la route de Lorient le stade le mieux éclairé de France à l'époque.

## Transferts en 1966-1967
| Arrivées                  |             |                         |
| Daniel Cavil              | France      | CEP Lorient             |
| Gérard Lefillatre         | France      | US Granville            |
| Yves Le Floch             | France      | Stade briochin          |
| Eliseu Manuel de Mendonça | Portugal    | ?                       |
| Silvester Takač           | Yougoslavie | FK Vojvodina Novi Sad   |
| Départs                   |             |                         |
| Claude Dubaële            | France      | Angers SCO              |
| Alain Jubert              | France      | Stella Maris Douarnenez |
| Georges Lamia             | France      | arrêt                   |
| Marcel Loncle             | France      | US Saint-Malo           |
| Michel Watteau            | France      | RC Paris-Sedan          |

## L'effectif de la saison
| Poste¹ | Nat.² | Nom                       | Naissance         | Sélection³ | Championnat | Championnat | Coupe France | Coupe France | Total Saison | Total Saison | Notes                          |
| Poste¹ | Nat.² | Nom                       | Naissance         | Sélection³ | M           | But inscrit | M            | But inscrit  | M            | But inscrit  | Notes                          |
| ------ | ----- | ------------------------- | ----------------- | ---------- | ----------- | ----------- | ------------ | ------------ | ------------ | ------------ | ------------------------------ |
| A      | FRA   | André Ascencio            | 4 juin 1938       | -          | 33          | 2           | 6            | 0            | 39           | 2            |                                |
| D      | FRA   | Yves Boutet               | 3 décembre 1936   | -          | 29          | 0           | 0            | 0            | 29           | 0            |                                |
| A      | FRA   | Jean-Pierre Brucato       | 7 avril 1944      | -          | 0           | 0           | 0            | 0            | 0            | 0            |                                |
| D      | FRA   | Louis Cardiet             | 20 juin 1943      | A          | 33          | 1           | 6            | 0            | 39           | 1            |                                |
| A      | FRA   | Daniel Cavil              | 23 février 1946   | -          | 5           | 0           | 0            | 0            | 5            | 0            |                                |
| D      | FRA   | René Cédolin              | 13 juillet 1940   | B          | 29          | 0           | 6            | 0            | 35           | 0            |                                |
| D      | FRA   | Jean-Pierre Darchen       | 20 mai 1940       | -          | 25          | 2           | 3            | 0            | 28           | 2            |                                |
| A      | FRA   | Louis Floch               | 28 décembre 1947  | -          | 14          | 2           | 6            | 1            | 20           | 3            |                                |
| D      | FRA   | Pierre Garcia             | 27 juillet 1943   | -          | 4           | 0           | 0            | 0            | 4            | 0            |                                |
| D      | FRA   | Georges Jazdzyk           | 28 mars 1942      | -          | 32          | 0           | 6            | 0            | 38           | 0            |                                |
| M      | FRA   | Jean-Claude Lavaud        | 18 mai 1938       | A          | 30          | 2           | 5            | 0            | 35           | 2            |                                |
| G      | FRA   | Gérard Lefillatre         | 21 mars 1946      | -          | 2           | 0           | 0            | 0            | 2            | 0            |                                |
| A      | FRA   | Yves Le Floch             | 26 septembre 1947 | -          | 3           | 0           | 0            | 0            | 3            | 0            |                                |
| D      | FRA   | Alain Le Roulley          | 13 mars 1942      | -          | 1           | 0           | 0            | 0            | 1            | 0            |                                |
| A      | POR   | Eliseu Manuel de Mendonça | ?                 | -          | 6           | 0           | 1            | 0            | 7            | 0            | Arrive en décembre             |
| A      | FRA   | Giovanni Pellegrini       | 25 juin 1940      | -          | 31          | 11          | 5            | 1            | 36           | 12           |                                |
| A      | FRA   | Jean-François Prigent     | 26 mai 1944       | B          | 24          | 3           | 2            | 1            | 26           | 4            |                                |
| A      | FRA   | Robert Rico               | 10 mars 1945      | -          | 17          | 2           | 3            | 0            | 20           | 2            |                                |
| G      | FRA   | Gilbert Robin             | 2 août 1942       | -          | 36          | 0           | 6            | 0            | 42           | 0            |                                |
| A      | FRA   | Daniel Rodighiero         | 20 septembre 1940 | A          | 35          | 20          | 5            | 2            | 40           | 22           |                                |
| A      | FRA   | Jacques Rossignol         | 2 décembre 1945   | -          | 11          | 3           | 0            | 0            | 11           | 3            |                                |
| A      | YUG   | Silvester Takač           | 8 novembre 1940   | A          | 18          | 9           | 6            | 5            | 24           | 14           | Arrive en décembre de Novi Sad |

- 1 : G, Gardien de but ; D, Défenseur ; M, Milieu de terrain ; A, Attaquant
- 2 : Nationalité sportive, certains joueurs possédant une double-nationalité
- 3 : sélection la plus élevée obtenue

## Équipe-type
Il s'agit de la formation la plus courante rencontrée en championnat.

## Les rencontres de la saison

### Liste
| Match | Date         | Compétition     | Tour                 | Adversaire      | Lieu ¹ | Score    | Class.   | Buteurs pour le Stade rennais  |
| ----- | ------------ | --------------- | -------------------- | --------------- | ------ | -------- | -------- | ------------------------------ |
| 1     | 18 août      | Division 1      | 1                    | Bordeaux        | E      | 0-2      | 18       |                                |
| 2     | 28 août      | Division 1      | 2                    | RCP-Sedan       | D      | 5–0      | 9        | Pellegrini Ascencio Rodighiero |
| 3     | 31 août      | Division 1      | 3                    | Lens            | E      | 1-2      | 12       | Rodighiero                     |
| 4     | 4 septembre  | Division 1      | 4                    | Nantes          | E      | 0–1      | 16       |                                |
| 5     | 11 septembre | Division 1      | 5                    | Monaco          | D      | 3–1      | 14       | Rodighiero Prigent             |
| 6     | 14 septembre | Division 1      | 6                    | Valenciennes FC | E      | 1-3      | 15       | Prigent                        |
| 7     | 18 septembre | Division 1      | 7                    | Saint-Étienne   | D      | 1-1      | 17       | Rodighiero                     |
| 8     | 25 septembre | Division 1      | 8                    | Nîmes           | E      | 2–1      | 14       | Rodighiero Prigent             |
| 9     | 2 octobre    | Division 1      | 9                    | Angers          | D      | 2–3      | 15       | Rodighiero Mouilleron (csc)    |
| 10    | 9 octobre    | Division 1      | 10                   | Rouen           | E      | 0–1      | 17       |                                |
| 11    | 12 octobre   | Division 1      | 11                   | Stade de Paris  | D      | 2–1      | 15       | Pellegrini Ascencio            |
| 12    | 16 octobre   | Division 1      | 12                   | Reims           | E      | 4-2      | 11       | Lavaud Pellegrini Rodighiero   |
| 13    | 30 octobre   | Division 1      | 13                   | Sochaux         | D      | 1-1      | 9        | Pellegrini                     |
| 14    | 1er novembre | Division 1      | 14                   | Toulouse        | E      | 1–1      | 11       | Pellegrini                     |
| 15    | 6 novembre   | Division 1      | 15                   | Nice            | D      | 0-1      | 16       |                                |
| 16    | 13 novembre  | Division 1      | 16                   | Lyon            | E      | 2-2      | 15       | Rossignol                      |
| 17    | 20 novembre  | Division 1      | 17                   | Marseille       | D      | 2-1      | 11       | Lavaud Darchen                 |
| 18    | 4 décembre   | Division 1      | 18                   | Strasbourg      | E      | 3–5      | 14       | Rodighiero Rossignol           |
| 19    | 11 décembre  | Division 1      | 19                   | Lille           | D      | 1–2      | 17       | Guy (csc)                      |
| 20    | 18 décembre  | Division 1      | 20                   | Bordeaux        | D      | 0–1      | 18       |                                |
| 21    | 8 janvier    | Division 1      | 21                   | RCP-Sedan       | E      | 0-4      | 18       |                                |
| 22    | 15 janvier   | Coupe de France | 1/32 finale          | Laval           | N      | 1-0      | 1-0      | Pellegrini                     |
| 23    | 22 janvier   | Division 1      | 22                   | Lens            | D      | 3–0      | 16       | Floch Rodighiero Takač         |
| 24    | 29 janvier   | Division 1      | 23                   | Nantes          | D      | 2–2      | 15       | Floch Rodighiero               |
| 25    | 5 février    | Division 1      | 24                   | Monaco          | E      | 0-0      | 15       |                                |
| 26    | 12 février   | Coupe de France | 1/16 finale          | Avignon         | N      | 3-1      | 3-1      | Takač Siatka (csc)             |
| 27    | 19 février   | Division 1      | 25                   | Valenciennes FC | D      | 1-0      | 14       | Rodighiero                     |
| 28    | 2 mars       | Division 1      | 26                   | Saint-Étienne   | E      | 1–4      | 16       | Rico                           |
| 29    | 5 mars       | Division 1      | 27                   | Nîmes           | D      | 3-0      | 13       | Pellegrini Takač               |
| 30    | 12 mars      | Coupe de France | 1/8 finale           | Stade de Paris  | E      | 2-0      | 2-0      | Rodighiero Takač               |
| 31    | 19 mars      | Division 1      | 28                   | Angers          | E      | 0–0      | 14       |                                |
| 32    | 25 mars      | Division 1      | 29                   | Rouen           | D      | 2-1      | 12       | Rodighiero Takač               |
| 33    | 1er avril    | Coupe de France | 1/4 finale           | Monaco          | N      | 2-1      | 2-1      | Floch Rodighiero               |
| 34    | 9 avril      | Division 1      | 30                   | Stade de Paris  | E      | 2–0      | 12       | Rodighiero Takač               |
| 35    | 15 avril     | Division 1      | 31                   | Reims           | D      | 3-0      | 10       | Pellegrini Takač               |
| 36    | 23 avril     | Coupe de France | 1/2 finale           | Sochaux         | N      | 0-0 a.p. | 0-0 a.p. |                                |
| 37    | 29 avril     | Coupe de France | 1/2 finale (rejouée) | Sochaux         | N      | 3-4      | 3-4      | Takač Prigent                  |
| 38    | 4 mai        | Division 1      | 32                   | Toulouse        | D      | 1–2      | 12       | Rico                           |
| 39    | 7 mai        | Division 1      | 33                   | Nice            | E      | 0–4      | 12       |                                |
| 40    | 13 mai       | Division 1      | 34                   | Lyon            | D      | 4–0      | 12       | Darchen Rodighiero Takač       |
| 41    | 19 mai       | Division 1      | 35                   | Marseille       | E      | 1-1      | 12       | Cardiet                        |
| 42    | 27 mai       | Division 1      | 36                   | Strasbourg      | D      | 4–3      | 11       | Rodighiero Takač               |
| 43    | 7 juin       | Division 1      | 37                   | Sochaux         | E      | 1–3      | 12       | Takač                          |
| 44    | 11 juin      | Division 1      | 38                   | Lille           | E      | 0–0      | 11       |                                |

- 1 N : terrain neutre ; D : à domicile ; E : à l'extérieur ; drapeau : pays du lieu du match international

## Bilan des compétitions
| Compétition     | Vainqueur final    | Débute au tour | Place ou tour final | Première rencontre | Dernière rencontre | Nombre |
| --------------- | ------------------ | -------------- | ------------------- | ------------------ | ------------------ | ------ |
| Division 1      | AS Saint-Étienne   | 1re journée    | 11e                 | 18 août 1966       | 11 juin 1967       | 38     |
| Coupe de France | Olympique lyonnais | 1/32 de finale | 1/2 finale          | 15 janvier 1967    | 29 avril 1967      | 6      |

### Division 1

#### Classement
| Rang | Équipe     | Pts | J  | G  | N  | P  | Bp | Bc | Diff |
| ---- | ---------- | --- | -- | -- | -- | -- | -- | -- | ---- |
| 8    | Lens       | 40  | 38 | 15 | 10 | 13 | 58 | 55 | +3   |
| 9    | Marseille  | 39  | 38 | 13 | 13 | 12 | 44 | 45 | -1   |
| 10   | Lille      | 38  | 38 | 15 | 8  | 15 | 48 | 50 | -2   |
| 11   | Rennes     | 37  | 38 | 14 | 9  | 15 | 59 | 56 | +3   |
| 12   | Strasbourg | 36  | 38 | 14 | 8  | 16 | 54 | 52 | +2   |
| 13   | Sochaux    | 35  | 38 | 11 | 13 | 14 | 43 | 53 | -10  |
| 14   | Monaco     | 34  | 38 | 10 | 14 | 14 | 44 | 44 | 0    |

#### Résultats
| Total  | Total  | Total | Total | Total | Total | Total | Total | Domicile | Domicile | Domicile | Domicile | Domicile | Domicile | Extérieur | Extérieur | Extérieur | Extérieur | Extérieur | Extérieur |
| Matchs | Points | V     | N     | D     | BP    | BC    | Diff. | V        | N        | D        | BP       | BC       | Diff.    | V         | N         | D         | BP        | BC        | Diff.     |
| ------ | ------ | ----- | ----- | ----- | ----- | ----- | ----- | -------- | -------- | -------- | -------- | -------- | -------- | --------- | --------- | --------- | --------- | --------- | --------- |
| 38     | 37     | 14    | 9     | 15    | 59    | 56    | +3    | 11       | 3        | 5        | 40       | 20       | +20      | 3         | 6         | 10        | 19        | 36        | -17       |

#### Résultats par journée
| Journée   | 01 | 02 | 03 | 04 | 05 | 06 | 07 | 08 | 09 | 10 | 11 | 12 | 13 | 14 | 15 | 16 | 17 | 18 | 19 | 20 | 21 | 22 | 23 | 24 | 25 | 26 | 27 | 28 | 29 | 30 | 31 | 32 | 33 | 34 | 35 | 36 | 37 | 38 |
| --------- | -- | -- | -- | -- | -- | -- | -- | -- | -- | -- | -- | -- | -- | -- | -- | -- | -- | -- | -- | -- | -- | -- | -- | -- | -- | -- | -- | -- | -- | -- | -- | -- | -- | -- | -- | -- | -- | -- |
| Terrain   | E  | D  | E  | E  | D  | E  | D  | E  | D  | E  | D  | E  | D  | E  | D  | E  | D  | E  | D  | D  | E  | D  | D  | E  | D  | E  | D  | E  | D  | E  | D  | D  | E  | D  | E  | D  | E  | E  |
| Résultats | D  | V  | D  | D  | V  | D  | N  | V  | D  | D  | V  | V  | N  | N  | D  | N  | V  | D  | D  | D  | D  | V  | N  | N  | V  | D  | V  | N  | V  | V  | V  | D  | D  | V  | N  | V  | D  | N  |
| Points    | 0  | 2  | 2  | 2  | 4  | 4  | 5  | 7  | 7  | 7  | 9  | 11 | 12 | 13 | 13 | 14 | 16 | 16 | 16 | 16 | 16 | 18 | 19 | 20 | 22 | 22 | 24 | 25 | 27 | 29 | 31 | 31 | 31 | 33 | 34 | 36 | 36 | 37 |
| Place     | 18 | 9  | 12 | 16 | 14 | 15 | 17 | 14 | 15 | 17 | 15 | 11 | 9  | 11 | 16 | 15 | 11 | 14 | 17 | 18 | 18 | 16 | 15 | 15 | 14 | 16 | 13 | 14 | 12 | 12 | 10 | 12 | 12 | 12 | 12 | 11 | 12 | 11 |

Source : Liste des rencontres

Terrain : D = Domicile ; E = Extérieur. Résultat: D = Défaite ; N = Nul ; V = Victoire.